# محمد الحبيب يكن
محمد الحبيب يكن مواليد 9 مارس 1994 في بنزرت، تونس، هو لاعب كرة قدم تونسي يلعب في مركز الدفاع. يلعب حاليا مع الاتحاد الرياضي ببنقردان في الرابطة التونسية المحترفة الأولى.

## المسيرة

### المسيرة مع الأندية
تكون في النادي الرياضي البنزرتي، وقّع أول عقد احترافي له في عام 2011 مع نادي بنزرتي.
في 14 أكتوبر 2020، وقع عقدًا مع نادي الجونة المصري. في أول مباراة له تحت ألوان النادي الجونة.
و في 15 سبتمبر 2021 ينضم رسميا إلى النجم الرياضي الساحلي إلى غاية سنة 2024.

## وصلات خارجية
- محمد الحبيب يكن على موقع قاعدة بيانات كرة القدم.إي يو (الإنجليزية)
- محمد الحبيب يكن على موقع Soccerway.com (الإنجليزية)
- محمد الحبيب يكن على موقع عالم كرة القدم.نت (الإنجليزية)
- محمد الحبيب يكن على موقع كووورة